# Fagerhults socken
För socknen i norra Skåne, se Skånes-Fagerhults socken
Fagerhults socken i Småland ingick i Handbörds härad, ingår sedan 1971 i Högsby kommun i Kalmar län och motsvarar från 2016 Fagerhults distrikt.
Socknens areal är cirka 202 kvadratkilometer, varav land 186,77. År 2000 fanns här 807 invånare. Tätorten Fagerhult med sockenkyrkan Fagerhults kyrka ligger i socknen. 

## Administrativ historik
Fagerhults socken har medeltida ursprung. Kråksmåla socken utbröts ur denna socken, först som kapellförsamling under senmedeltiden och från 1612 som en fristående annexförsamling.
Byn Sadeshult tillhörde fram till 1807 kyrkligt och kameralt Mörlunda socken, innan den överfördes till Fagerhult. Byarna Klo och Århult hörde fram till 1816 till Högsby socken, innan även de överfördes till Fagerhults socken.
Vid kommunreformen 1862 övergick socknens ansvar för de kyrkliga frågorna till Fagerhults församling och för de borgerliga frågorna till Fagerhults landskommun. 1953 överfördes ett område med en areal på 13,45 kvadratkilometer, varav 12,31 land, och 240 invånare från Kråksmåla socken. Landskommunen uppgick 1969 i Högsby landskommun, som 1971 ombildades till Högsby kommun.
1 januari 2016 inrättades distriktet Fagerhult, med samma omfattning som församlingen hade 1999/2000.
Socknen har tillhört samma fögderier och domsagor som Handbörds härad. De indelta soldaterna tillhörde Smålands husarregemente, Staby skvadron, Överstelöjtnantens och Växjö kompanier och Kalmar regemente, Livkompaniet.

## Geografi
Fagerhults socken ligger vid gränsen till Kronobergs län i mittre Kalmar län kring sjöar som Välen och Salen. Socknen är en starkt kuperad sjörik skogsbygd.

## Kommunikationer
Fagerhult var ändstation på järnvägslinjen Mönsterås–Fagerhult. Stationen och linjen öppnade den 24 november 1916 och lades ned den 1 september 1959.

## Fornlämningar
Äldre lämningar är ej kända. Rester från en medeltida borg, Ringhults borg, finns vid Ringhult norr om Hemsjön.

## Namnet
Namnet (1337 Faghrahult) kommer från kyrkbyn. Förleden är fager,'passande, tjänlig'. Efterleden är hult, 'liten skog'.

### Fotnoter
1. 1 2  Svensk Uppslagsbok andra upplagan 1947–1955: Fagerhult socken
2. 1 2  Harlén, Hans; Harlén Eivy (2003). Sverige från A till Ö: geografisk-historisk uppslagsbok. Stockholm: Kommentus. Libris 9337075. ISBN 91-7345-139-8
3. ↑  DMS 4:2 Handbörd Stranda
4. ↑  SCB Folkräkningen 1960 del 1 Arkiverad 14 oktober 2013 hämtat från the Wayback Machine. sida 192 Kalmar län not 11
5. ↑  Administrativ historik för Fagerhult socken (Klicka på församlingsposten). Källa: Nationella arkivdatabasen, Riksarkivet.
6. 1 2  Sjögren, Otto (1931). Sverige geografisk beskrivning del 2 Östergötlands, Jönköpings, Kronobergs, Kalmar och Gotlands län. Stockholm: Wahlström & Widstrand. Libris 9939
7. 1 2  Nationalencyklopedin
8. ↑  Fornlämningar, Statens historiska museum: Fagerhults socken
9. ↑  Fornminnesregistret, Riksantikvarieämbetet: Fagerhults socken Fornminnen i socknen erhålls på kartan genom att skriva in sockennamn (utan "socken") i "Ange geografiskt område"
10. ↑  Mats Wahlberg, red (2003). Svenskt ortnamnslexikon. Uppsala: Institutet för språk och folkminnen. Libris 8998039. ISBN 91-7229-020-X. https://isof.diva-portal.org/smash/get/diva2:1175717/FULLTEXT02.pdf